# Olympique Lillois
El Olympique Lillois fue un equipo de fútbol de Francia que alguna vez jugó en la Ligue 1, la primera división de fútbol en el país.

## Historia
Fue fundado en el año 1902 en la ciudad de Lille y fue uno de los equipos fundadores de la Ligue 1 en la temporada de 1932/33, donde se convirtió en el primer campeón de la liga.
Anterior a eso, el club había sido campeón de varios torneos amateur organizados en Francia, permaneciendo activo hasta el año 1944 cuando decide fusionarse con el SC Fives para crear al Lille OSC.
El club disputó 7 temporadas en la Ligue 1, en donde disputó 195 partidos, de los cuales ganó 98, anotó 365 goles y recibió 258.

## Palmarés
- Championnat de France: 1

1933
- Trophée de France: 1

1914.
- Championnat USFSA: 1

1914.
- Championnat USFSA Nord: 3 :

1911, 1913, 1914.
- Championnat DH Nord: 4 :

1921, 1922, 1929, 1931